# エリーザベト・フォン・ケルンテン
エリーザベト・フォン・ケルンテン・ゲルツ・ウント・ティロル（Elisabeth von Kärnten, Görz und Tirol, 1262年頃 - 1313年10月28日）は、オーストリア公およびシュタイアーマルク公アルブレヒト1世の妻。夫が1298年にローマ王に選出されると、ローマ王妃となった。

## 生涯
ケルンテン公マインハルト（2世）と、その妻でバイエルン公兼ライン宮中伯オットー2世の娘であるエリーザベトの間の次女として生まれた。1274年、ハプスブルク家のローマ王ルドルフ1世の長男であるオーストリア公アルブレヒトと結婚した。
エリーザベトは賢く、領主としての経営手腕にすぐれた女性で、商才に長けていた。ザルツカンマーグートに塩田が建設されたのはエリーザベトの発案だったと言われる。1299年、ニュルンベルクにおいてローマ王妃として戴冠した。
夫のアルブレヒト1世は1308年5月1日、アーレ川沿いのブルクにおいて、ラインフェルト協定（Rheinfelder Hausordnung）に基づく財産分与が実現されないことに怒った甥のヨハン・パリツィーダの手にかかって暗殺された。夫の頓死に居合わせたエリーザベトは、そのままその地に残り、ブルク郊外にケーニヒスフェルデン修道院（Königsfelden）を建設し、死後その修道院に埋葬された。
王妃の遺骸はその後、シュヴァルツヴァルトのザンクト・ブラジエン修道院（Kloster St. Blasien）を経て、現在はケルンテン州のザンクト・パウル・イム・ラヴァンタール女子修道院（Stift St. Paul im Lavanttal）に安置されている。

## 子女
- アンナ（1280年 - 1327年） - 1295年にブランデンブルク辺境伯ヘルマンと結婚、1310年にヴロツワフ公ヘンリク6世と再婚
- アグネス（1281年 - 1364年） - 1296年、ハンガリー王アンドラーシュ3世と結婚
- ルドルフ（3世）（1282年 - 1307年） - ボヘミア王
- エリーザベト（1285年 - 1352年） - 1306年、ロレーヌ公フェリー4世と結婚
- フリードリヒ（1289年 - 1330年） - ローマ王
- レオポルト（1世）（1290年 - 1326年）
- カタリーナ（1295年 - 1323年） - 1316年、カラブリア公カルロと結婚
- アルブレヒト（2世）（1298年 - 1358年）
- ハインリヒ（1299年 - 1327年）
- マインハルト（1300年 - 1301年）
- ユッタ（1300年 - 1329年） - 1319年、エッティンゲン伯ルートヴィヒ6世と結婚
- オットー（1301年 - 1339年）

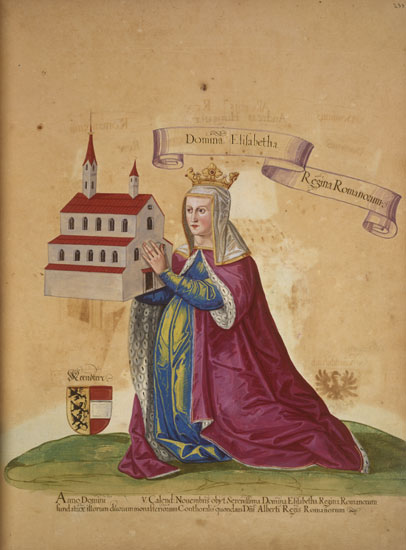
エリーザベト・フォン・ケルンテン
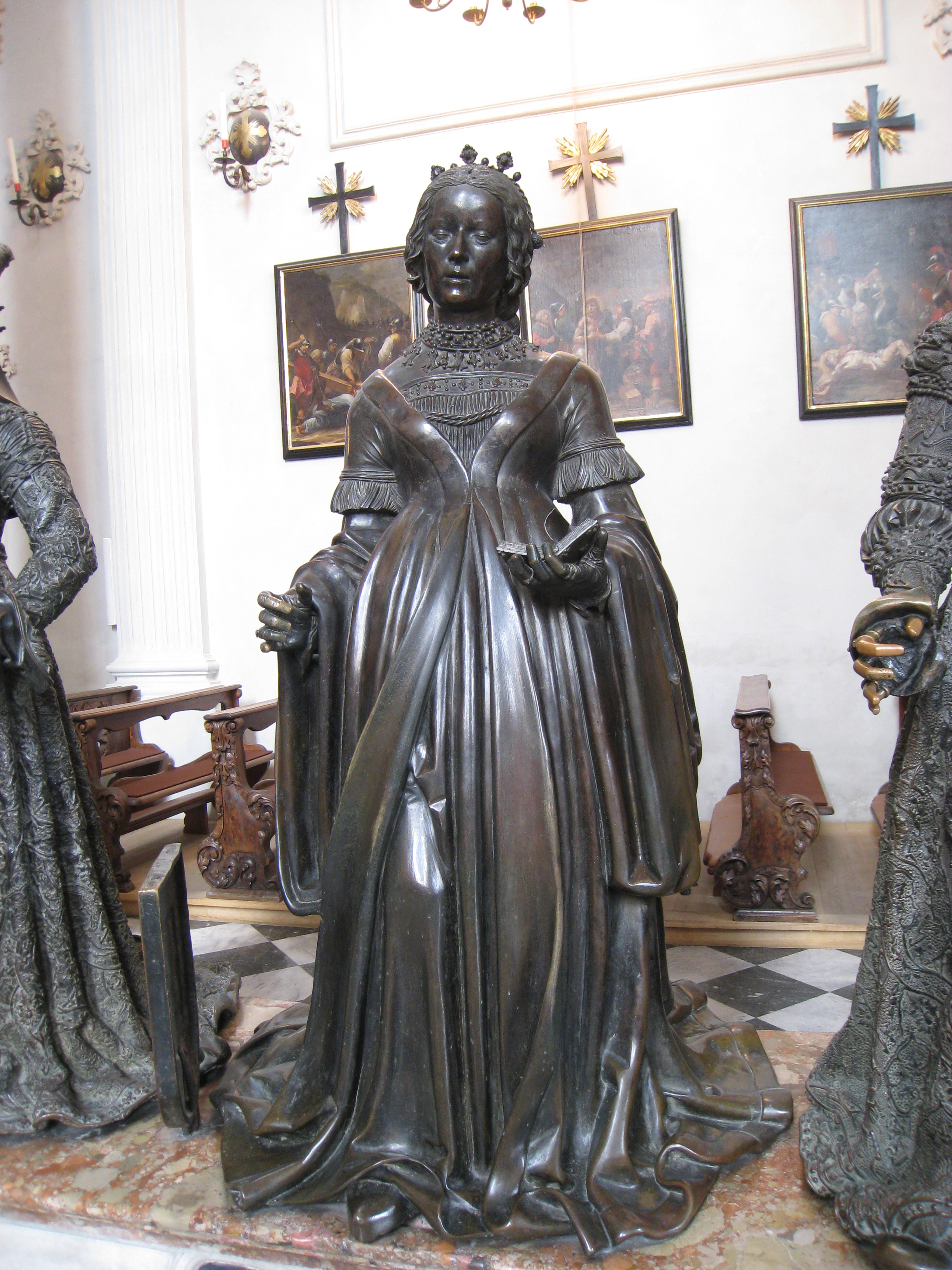
インスブルックの宮廷教会 (Hofkirche) に置かれたエリーザベトのブロンズ像